# Baruch Givoni
Baruch Givoni fue un arquitecto israelí. Fue uno de los especialistas en arquitectura bioclimática más reconocidos del mundo, principalmente a partir de la publicación en 1969 de su libro Man, Climate and Architecture ("El hombre, el clima y la arquitectura"). Su campo de trabajo abarcó energía y edificios, atmósfera y clima urbano, y energía solar. Desarrolló el "Diagrama de Givoni" para el control y diseño bioclimático de edificios, usado en muchas escuelas de arquitectura del mundo. 

## Biografía
Nacido el 10 de enero de 1920 en Israel, Givoni fue arquitecto, graduado de la Facultad de Arquitectura del Technion (Instituto Tecnológico de Israel) de Haifa en 1953. Magíster de Higiene en la Graduate School of Public Health de la Universidad de Pittsburgh en 1959 y Doctor en Salud Pública en la Facultad de Medicina de la Universidad de Jerusalén en 1963. 
Se desempeñó como profesor e investigador del Building Research Station (1970-1977) y en Arquitectura y Diseño Urbano (1973-1977) en el Technion. Fue Profesor del Departamento de Arquitectura y Diseño Urbano de la Universidad de California en Los Ángeles en los Estados Unidos (1977-1997) y en la Universidad Ben-Gurión del Néguev (1977-1984). Fue profesor visitante en numerosas universidades en Estados Unidos, Sudamérica, Australia y Europa.
Fue cofundador de la asociación internacional Passive and Low Energy Architecture (PLEA). Falleció el 24 de diciembre de 2019 en Israel.

## El Hombre, El Clima y La Arquitectura(Man, Climate and Architecture)

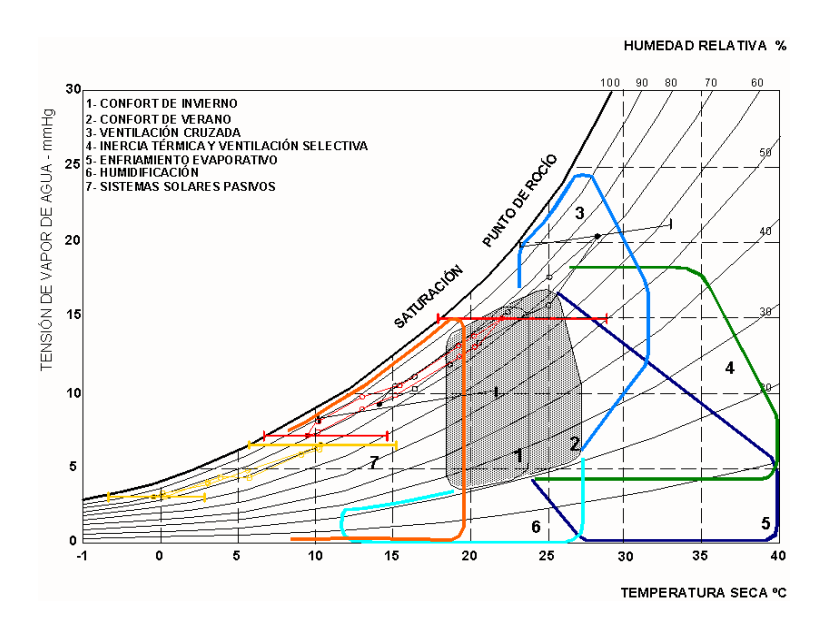
La figura muestra el Climograma de B. Givoni aplicado a los climas húmedos de la Argentina. Se indican desde un clima muy cálido a uno muy frío (Posadas, Misiones; La Plata, Buenos Aires y Río Grande, Tierra del Fuego. Del climograma se pueden extraer pautas diseño bioclimático para una arquitectura sustentable.

### Capítulos
El índice del libro contiene los siguientes apartados que luego siguieron centenares de autores a lo largo del mundo para realizar sus obras.
1. Los elementos climáticos
2. Elementos del intercambio de calor entre el hombre y su ambiente térmico.
3. Respuesta psicológica y sensorial del stress térmico.
4. Efectos biofísicos de los factores ambientales.
5. Los índices térmicos.
6. Las propiedades termofísicas de los materiales de construcción de edificios.
7. Los efectos térmicos de los materiales de construcción de edificios.
8. Los efectos térmicos de tipos de pisos y altura de cielorrasos.
9. Humedad en edificios
10. La radiación solar y su impacto sobre los edificios.
11. La orientación y su efecto en el clima interior.
12. Los efectos térmicos de las ventanas y la eficiencia de los sistemas de protección solar.
13. La función de la ventilación y sus requerimientos.
14. Los mecanismos físicos de la ventilación.
15. Factores de diseño que afectan a la ventilación.
16. Principios de diseño y elección de materiales para adaptar un edificio al clima.

### Contenido
A lo largo de 365 páginas plantea la relación entre el confort humano, el clima y la arquitectura, entendiendo "arquitectura" como el edificio que contiene y protege al hombre y sus actividades. Para esto su trabajo llega a la síntesis en un climograma realizado sobre un diagrama psicrométrico donde traza una zona de confort higrotérmico para invierno y verano. Luego propone otras zonas donde es posible alcanzar el confort mediante la incorporación y/o aplicación de estrategias de diseño pasivo. Fuera de estas zonas se vuelve necesario el uso de sistemas termomecánicos de acondicionamiento ambiental sea para calefacción como para refrigeración.
En el Capítulo 16 expone sus célebres cartas bioclimáticas edilicias, también conocidas como "climogramas de Givoni", utilizadas por los arquitectos bioclimáticos del mundo[cita requerida] para presentar sus edificios. Junto a los de Victor Olgyay (1962) y Povl Ole Fanger (1967). Supera a los modelos de Carl Mahoney y Víctor Olgyay, ya que da recomendaciones de diseño edilicio. Su modelo permite, mediante la inserción en el climograma de valores de temperatura y humedad medios mensuales, trazar las características bioclimáticas de un sitio. Pero más importante es que, de su interpretación, sugiere estrategias de diseño con el cual resolver un proyecto edilicio a fin de mantenerlo en confort sin uso de energía adicional a la del sol, el viento, las temperaturas día - noche y la humedad ambiente.
Su trabajo fue principalmente dirigido para hombres y mujeres de etnia europea en clima moderado. En función de esto, a mediados de los años '70 Givoni visitó Brasil y elaboró un climograma corregido para zonas tropicales y subtropicales. Paradójicamente, este libro nunca fue traducido al castellano y se encuentra en su versión en inglés en la mayoría de las facultades y escuelas de arquitectura en Iberoamérica.